# Josemaría Escrivá de Balaguer
Josemaría Escrivá de Balaguer (ur. 9 stycznia 1902 w Barbastro, zm. 26 czerwca 1975 w Rzymie) – hiszpański duchowny katolicki, założyciel Opus Dei, święty Kościoła katolickiego.

## Życiorys

### Młodość
Josemaría urodził się jako drugie dziecko José Escrivy Corzána i Dolores Albás Blanc, którzy zawarli małżeństwo w Barbastro 19 września 1898 roku. José Escriva był właścicielem sklepu tekstylnego i wytwórni czekolady. Oryginalny dom, w którym mieszkali Escrivowie w Barbastro, nie zachował się – dziś w jego miejsce powstał żeński ośrodek Opus Dei „Entre Arcos”.
Josemaria urodził się 9 stycznia 1902, 13 stycznia, został ochrzczony otrzymując imiona: José, María, Julián i Mariano. 23 kwietnia 1902 przyjął sakrament bierzmowania. W wieku dwóch lat został wyleczony z poważnej choroby. Jego rodzice przypisywali ten fakt modlitwie do Matki Bożej z Torreciudad. W 1906 zaczął uczęszczać do przedszkola przy kolegium szarytek w Barbastro, a dwa lata później zaczął naukę w szkole pijarów w tym mieście. 23 kwietnia 1912 przyjął pierwszą komunię świętą. W tym roku zaczął też uczęszczać do szkoły w Huesce. W 1915 roku, po bankructwie firmy ojca, cała rodzina przeniosła się do Logroño.
Decyzję o kapłaństwie podjął zimą 1917, z czym związana jest następująca historia: w czasie Bożego Narodzenia w Logroño spadł śnieg. Josemaría spostrzegł na świeżym śniegu ślady bosych stóp; były to ślady karmelity bosego. Skoro inni tak bardzo poświęcają się dla Boga i bliźniego, czy ja nie byłbym w stanie czegoś poświęcić? Zdecydował się zostać kapłanem, aby w ten sposób być bardziej dyspozycyjnym na wypełnienie woli Bożej. Po skończeniu szkoły, rozpoczął studia w seminarium w Logroño, w 1920 roku przeniósł się do seminarium do Saragossy. W 1923 rozpoczął równoległe studia prawnicze na miejscowym uniwersytecie. 28 marca 1925 otrzymał święcenia kapłańskie. 31 marca został wikarym w wiosce Perdiguera. Za zgodą arcybiskupa Saragossy, w kwietniu 1927 roku przeniósł się do Madrytu, gdzie doktoryzował się w prawie cywilnym (1939). W tym czasie zajmował się także pracą duszpasterską wśród dzieci, chorych i najuboższych na przedmieściach Madrytu. Był kapelanem Patronatu Chorych św. Izabeli.

### Założenie Opus Dei
2 października 1928 powstało Opus Dei. Josemaría Escrivá nagle zobaczył (określenia tego używał zawsze, gdy mówił o początku Opus Dei) misję, którą miał wypełniać przez całe swoje życie. W tym celu coraz więcej czasu poświęcał modlitwie, umartwieniom i pracy a ponadto zaczął szukać osób, które mogłyby zrozumieć ten ideał, który objawił mu Bóg i żyć nim. 14 lutego 1930 Josemaría zdecydował, że w Opus Dei powinny działać również kobiety. Stopniowo zaczęli przybywać pierwsi członkowie Opus Dei. Pierwszym numerariuszem został Isidoro Zorzano, który poprosił o przyjęcie do Opus Dei 24 sierpnia 1930 roku. W grudniu 1933 Akademia DYA (Dios y Audacia – Bóg i Odwaga), pierwsze dzieło apostolskie Opus Dei, zaczęło funkcjonować w mieszkaniu przy ulicy Luchana, w Madrycie. Pół roku potem mieszkańcy domu wraz ze św. Josemarią przenieśli się na ulicę Ferraz.

### Wojna domowa
W 1936 w Hiszpanii wybuchła wojna domowa, podczas której zdarzały się prześladowania katolików, a w szczególności duchowieństwa. Ksiądz Josemaría musiał się ukrywać przez długie miesiące, nie mogąc odprawiać mszy i przemieszczając się po mieście z narażeniem życia. Ukrywał się m.in. u znajomych, w sanatorium dla chorych psychicznie, w konsulacie Hondurasu. Jesienią 1937 razem z trzema innymi młodymi członkami Opus Dei postanowił przejść z części kontrolowanej przez republikanów do strefy kontrolowanej przez Frankistów, gdzie katolicyzm był częścią panującej ideologii frankistowskiej. 7 października opuścili Madryt, a 12 grudnia dotarli po przejściu przez Pireneje do San Sebastián (ten okres życia świętego został ukazany w filmie Gdy budzą się demony).

### Po wojnie domowej
28 marca 1939, na kilka dni przed końcem wojny, ksiądz Escrivá wrócił do Madrytu. W grudniu tego roku uzyskał tytuł doktora z prawa na Uniwersytecie Centralnym w Madrycie, broniąc pracę pt. „Studium historyczno-kanoniczne na temat jurysdykcji kościelnej Nullius dioecesis przeoryszy Las Huelgas w Burgos”. W 1939 roku ukazało się pierwsze oficjalne wydanie jego książki Droga. W latach 40. biskupi licznych diecezji prosili księdza Escrivę, żeby głosił rekolekcje dla duchowieństwa. Tysiące kapłanów i seminarzystów słuchało jego kazań. W 1943 roku Josemaría Escrivá powołał do życia Stowarzyszenie Kapłańskie Świętego Krzyża. 25 czerwca 1945 biskup Madrytu wyświęcił pierwszych trzech kapłanów Opus Dei.

### Lata ekspansji

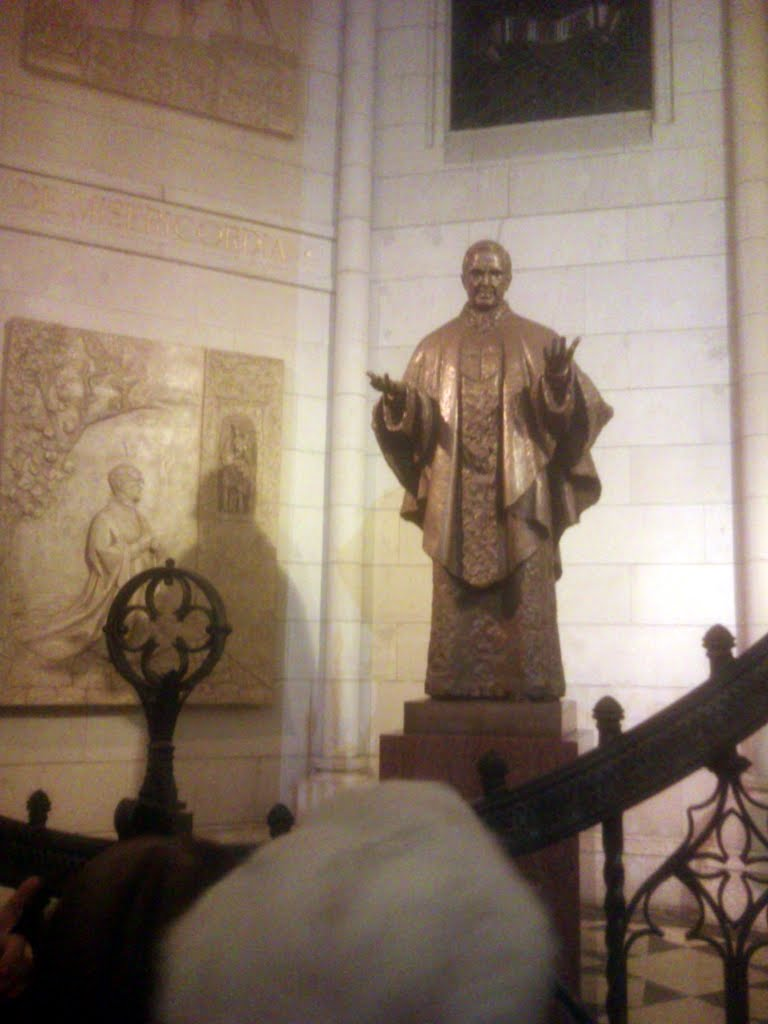
Figura św. Josemarii w katedrze madryckiej

W lutym Escrivá odwiedził siostrę Łucję, która nalegała, żeby Opus Dei przyjechało do Portugalii. 23 czerwca 1946 Josemaría przeprowadził się na stałe do Rzymu gdzie spotkał się dwukrotnie z papieżem. 22 kwietnia 1947 otrzymał godność prałata. 29 czerwca 1948 erygował Rzymskie Kolegium Świętego Krzyża, miejsce w którym młodzi członkowie Opus Dei przygotowywali się do przyjęcia kapłaństwa. Jeszcze za jego życia udało mu się w jego następstwie wyodrębnić cztery instytucje: Villa Tevere, kościół Najświętszej Marii Panny Królowej Pokoju w Rzymie (Parioli), Cavabianca oraz Uniwersytet św. Krzyża. W roku 1955 uzyskał doktorat z teologii na Uniwersytecie Laterańskim w Rzymie.
Aż do swej śmierci Escrivá wiele podróżował, spotykając się ze swoimi synami duchowymi oraz z osobami uczestniczącymi w formacji Opus Dei. W latach 1972–1973 odbył podróż apostolską do Hiszpanii, z której zachowało się wiele materiałów filmowych. Ówcześni członkowie Opus Dei nie wiedzieli prawie nic o swoim założycielu ani Opus Dei. Podczas tej i kolejnych podróży mogli poznać pewne szczegóły z jego życia i z historii Opus Dei. Na wiosnę 1974 odbył podróż apostolską do Ameryki Łacińskiej. W sierpniu 1974 był w Barcelonie u okulisty, podobnie też w styczniu 1975. W marcu 1975 odbył ostatnią podróż apostolską: znów do Ameryki Łacińskiej (zachowały się m.in. materiały filmowe ze spotkania w Wenezueli).
Zainicjował wiele dzieł apostolskich Opus Dei na całym świecie, m.in. Uniwersytet Nawarry czy Centrum ELIS.

### Droga prawna Opus Dei
Od 24 lutego 1947, kiedy Opus Dei otrzymało Decretum laudis Stolicy Świętej, Escrivá zaczął przyjmować do Opus Dei osoby żyjące w związkach małżeńskich. Przez wiele lat Josemaría prosił Boga o ostateczną aprobatę prawną dla Opus Dei. Było to ważne, ponieważ Opus Dei nie było rozumiane przez wszystkich w Kościele i, mimo aprobat kolejnych biskupów i papieży, przyszłość Opus Dei nie była pewna. Założyciel nie doczekał się tej aprobaty za swojego życia. Ostatecznie Jan Paweł II w 1982 roku ustanowił Opus Dei jako prałaturę personalną Kościoła katolickiego.

## Nauczanie

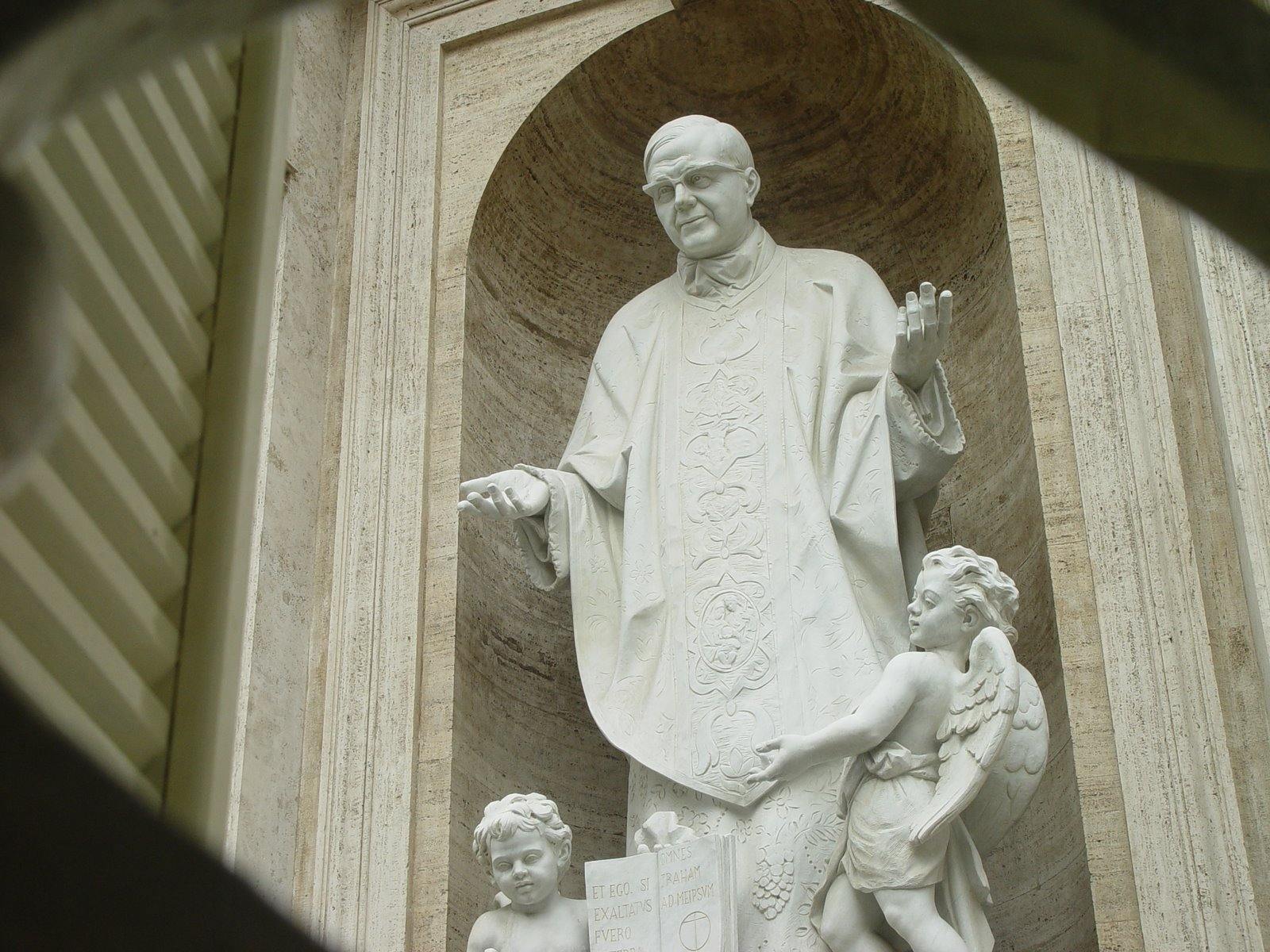
Figura św. Josemarii znajduje się na zewnętrznej, południowej ścianie bazyliki św. Piotra na Watykanie

Nauka tego świętego opierała się na głoszeniu powszechnego powołania do świętości (jeszcze przed Soborem Watykańskim II), przez co był uważany za jednego z jego ważniejszych prekursorów. Zauważył możliwość dążenia do doskonałości także dla ludzi świeckich – poprzez uświęcanie pracy oraz siebie i innych poprzez dobrze wykonywaną pracę. Według jego słów, praca jest świadectwem godności człowieka i stwarza mu szansę na rozwinięcie własnej osobowości.

### Miłość do Matki Bożej
Josemaría często zwracał się w ważnych potrzebach do Matki Bożej. Odwiedzał wiele światowych sanktuariów maryjnych:
- sanktuarium MB z Sonsoles (niedaleko Ávila w Hiszpanii), pierwszy raz 2 maja 1935[10]
- sanktuarium MB z Guadalupe w Meksyku, 16–24 maja 1970
- sanktuarium MB z Lourdes we Francji, pierwszy raz 10 grudnia 1937, ostatni raz w październiku 1972
- sanktuarium MB z Fatimy w Portugalii, 6 lutego 1945, 19 stycznia 1951, 10 października 1953, 9 maja 1967 (przed 50. rocznicą objawień oraz przed wizytą w Fatimie Pawła VI), 14 kwietnia 1970, 2 listopada 1972
- sanktuarium MB z Loreto we Włoszech, pierwszy raz 3 stycznia 1948, ostatni raz 22 kwietnia 1971
- sanktuarium MB z Torreciudad w Hiszpanii, pierwszy raz, na ramionach matki, w 1904, ostatni raz w maju 1975
- sanktuarium MB z Einsiedeln w Szwajcarii, w sierpniu 1956, z okazji 2. Kongresu Generalnego Opus Dei w Einsiedeln
- bazylikę Nuestra Señora del Pilar w Hiszpanii, podczas studiów w seminarium w Saragossie; ostatni raz 7 kwietnia 1970
- wizerunek MB z Máriapócs w katedrze św. Szczepana w Wiedniu, pierwszy raz 3 grudnia 1955, modląc się za rozpoczęcie pracy Opus Dei w Europie Środkowej i Wschodniej
- sanktuarium MB od Cudownego Medalika w Paryżu
- sanktuarium MB z Aparecida w Brazylii, 28 maja 1974
- sanktuarium MB z Luján w Argentynie, 12 czerwca 1974
- sanktuarium MB z Lo Vasquez w Chile, 8 lipca 1974[11]

### Msza
Escriva przez całe swoje życie odprawiał mszę według rytu Soboru Trydenckiego. Wprawdzie po reformie liturgicznej zaczął uczyć się nowego rytu, ale dzięki przyjacielowi otrzymał dyspensę, by – zważywszy na swój wiek – mógł pozostać przy starym rycie. Z takiej dyspensy korzystała ogromna liczba księży w podobnej sytuacji.
W 1962 roku zachęcał: Powierzajcie ludzi we mszy świętej, i mówcie im, że tak czynicie. Oni będą wam wdzięczni. Na tym polega życie chrześcijańskie: to modlitwa jednych za drugich. Nie możemy rozmawiać z Bogiem w sposób pyszny i nadęty, bez treści. Trzeba przynosić istotę Boga duszom z bogactwem mszy świętej, z tym odnowieniem Miłości i Ofiarą Chrystusa, która powinna być centrum i podstawą naszego życia.

## Kult
Po śmierci ks. Josemaríi 69 kardynałów, około 1300 biskupów z całego świata (ponad 1/3 światowego episkopatu), 41. przełożonych kongregacji religijnych, oraz kapłani, wierni, przedstawiciele stowarzyszeń świeckich, osobistości życia społecznego i tysiące osób, zwróciły się do papieża z prośbą o rozpoczęcie jego procesu beatyfikacyjnego i kanonizacyjnego. Proces rozpoczął się w 1981 roku.
17 maja 1992 roku w Rzymie beatyfikował go Jan Paweł II.

### Kanonizacja św. Josemarii
6 października 2002 roku, w 27 lat po śmierci kanonizował go Jan Paweł II. Podczas kanonizacji na placu Świętego Piotra zgromadziło się 300 tysięcy wiernych z 84 krajów świata. Z tej okazji powołano do życia projekt Harambee, mający na celu niesienie pomocy edukacyjnej dla mieszkańców Afryki. Na kanonizacji byli m.in. obecni Lech Wałęsa i Hanna Suchocka.
Wspomnienie liturgiczne św. Josemaríi Escrivy obchodzone jest w rocznicę jego śmierci, 26 czerwca.

## Kościoły pw. Josemaríi

### W Polsce
- kościół w Morzycy (woj. zachodniopomorskie); konsekracji dokonał w 1999 abp Zygmunt Kamiński.
- kaplica w szkole katolickiej w Mławie, poświęcona 25 kwietnia 2004 przez bpa Romana Marcinkowskiego[14]
- w Lublinie – Zakład Opiekuńczo-Leczniczy im. św. Josemarii Escrivy przy Szpitalu Wojewódzkim im. Jana Bożego; otwarty 3 czerwca 2009 przez abpa Józefa Życińskiego[15]
- kościół parafialny w Toruniu na Czerniewicach; nadania tytułu św. Josemarii jako współpatrona dokonał bp Andrzej Suski 27 sierpnia 2010[16]

Św. Josemaría jest patronem Warszawsko-Praskiej Rady Rycerzy Kolumba.

### Na świecie
W wielu krajach świata znajdują się kościoły i kaplice pw. św. Josemarii, np. kaplica w bazylice św. Apolinarego w Rzymie, kościele św. Pantaleona w Kolonii, parafia św. Josemarii w Rzymie czy kościół pw. św. Josemarii w Walencji. Innego rodzaju pomnikiem myśli świętego są rozbudowane instytucje edukacyjne, powstałe dzięki jego osobistej inicjatywie, np. Uniwersytet Nawarry w Pampelunie (Hiszpania), Uniwersytet w Piurze (Peru), Uniwersytet Strathmore w Nairobi (Kenia), Centrum ELIS w Rzymie, a także międzynarodowe spotkania studenckie UNIV w Rzymie.

## Dorobek

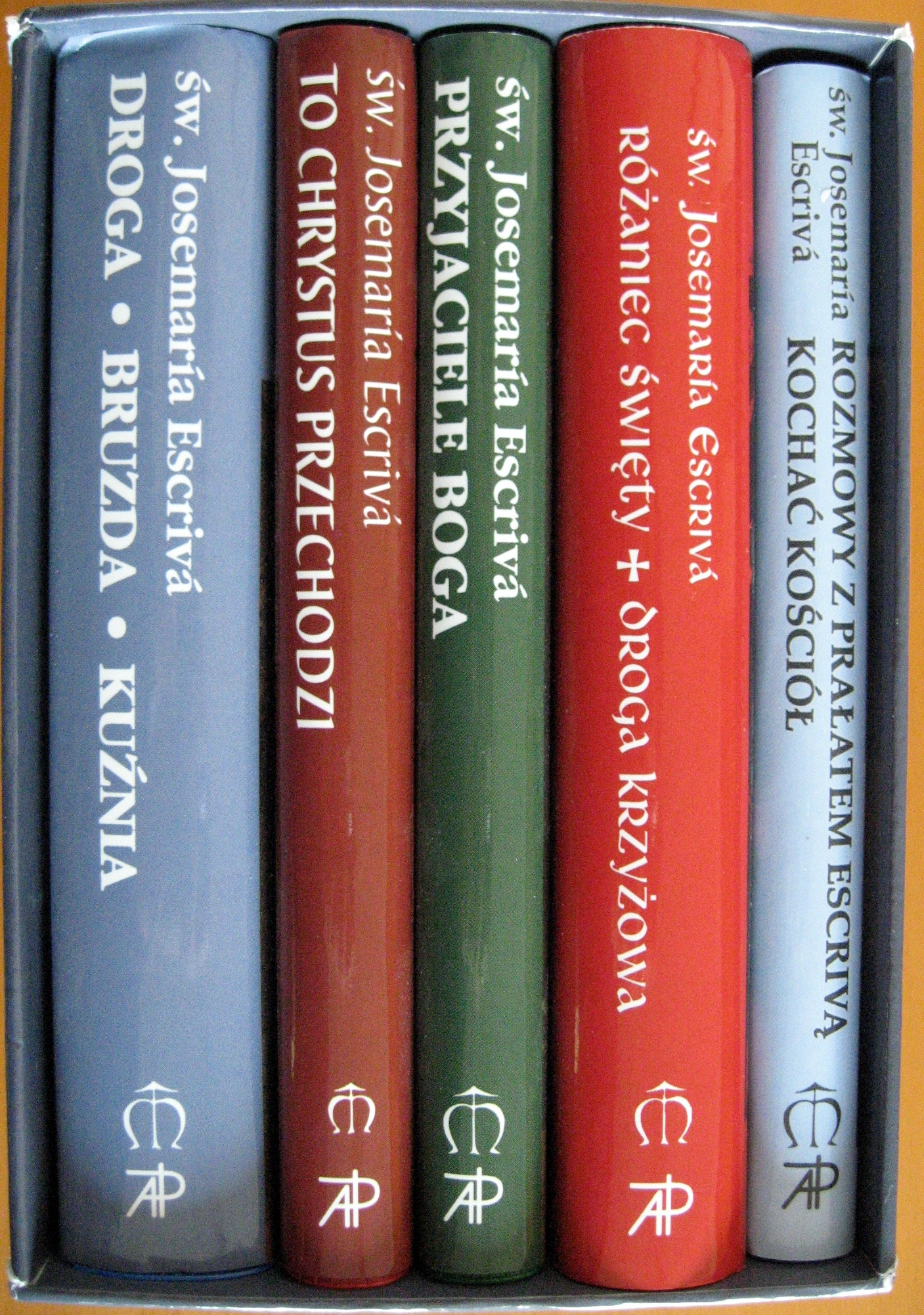
Komplet polskich wydań książek św. Josemaríi.

Lista książek autorstwa św. Josemaríi:
- Droga – 1934, ponad 4,5 mln egz. na całym świecie[20]
- Różaniec Święty – 1934
- To Chrystus przechodzi – 18 homilii; 1973
- Przyjaciele Boga – 18 homilii wygłoszonych w latach 1941–1968; pierwsze wydanie pojawiło się pośmiertnie w 1977 r.
- Droga Krzyżowa – pierwsze wydanie pojawiło się pośmiertnie w 1981 r.
- Rozmowy z Prałatem Escrivą – 7 wywiadów, 1968
- Kochać Kościół – 3 homilie; pierwsze wydanie pojawiło się pośmiertnie w 1986 r.
- Bruzda – pierwsze wydanie pojawiło się pośmiertnie w 1986 r.
- Kuźnia – pierwsze wydanie pojawiło się pośmiertnie w 1987 r.

## Upamiętnienia
W roku Jubileuszowym 2000 Poczta Polska wprowadziła do obiegu dwa znaczki poświęcone tematowi Etosu Pracy. Znaczek o nominale 80 groszy ukazuje w formie grafiki sylwetkę ówczesnego błogosławionego Josemaríi Escrivy.